# Преображення (Рафаель)
«Преображення Господнє» — остання картина італійського майстра Високого Відродження Рафаеля. Кардинал Джуліо Медічі, який пізніше став Папою Климентом VII (на посаді з 1523 по 1534 роки), замовив роботу, задуману як вівтарний образ для Нарбоннського собору. Рафаель працював над ним у роки, що передували його смерті. Картина є прикладом розвитку Рафаеля як художника та кульмінації його кар'єри. Незвично для зображення Преображення Ісуса в християнському мистецтві, сюжет поєднується з наступним епізодом з Євангелія (зцілення одержимого хлопчика) у нижній частині картини. Нині робота зберігається в Музеї Ватикану.
З кінця XVI століття до початку XX століття різні критики вважали картину найвідомішим олійним живописом у світі.

## Історія створення
До грудня 1517 року, останньої дати відбору, кардинал Джуліо Медічі, двоюрідний брат Папи Лева X (1513—1521), став віце-канцлером і головним радником Папи Римського. Він був легатом у Болоньї, єпископом Альбі, Асколи, Вустера, Егера та інших. З лютого 1515 року до його підпорядкування входило також архієпископство Нарбонна. Джуліо Медічі замовив дві картини для Нарбоннського собору: «Преображення Христа» у Рафаеля та «Воскресіння Лазаря» у Себастьяно дель Пьомбо. Оскільки Мікеланджело також надав малюнки для останньої роботи, замовлення Медічі фактично відновило суперництво, розпочате десятиліття тому між Мікеланджело та Рафаелем, у Станцях Ватикану та Сікстинській капелі.
З 11 по 12 грудня 1516 року Мікеланджело перебував у Римі для обговорити з Папою Левом X і кардиналом Медічі фасаду базиліки Сан-Лоренцо у Флоренції. Під час цієї зустрічі він дізнався про бажання кліриків замовити «Воскресіння Лазаря», однак погодився тільки на створення чернеток для картини. Саме замовлення дісталася другу Мікеланджело — Себастьяно дель Пьомбо.
Ранній макет «Преображення», виконаний в майстерні Рафаеля, його учнем Джуліо Романо, зображав малюнок у масштабі 1:10. На ньому Христос зображений на горі Фавор. Мойсей та Ілля пливуть до нього по небу, апостоли Іоан і Яків стоять на колінах праворуч, а Петро — ліворуч. Верхня частина моделі зображує Бога-Отця і юрбу ангелів. Друга модель, виконана Джанфранческо Пенні, зображала композицію з двома сценами, що разом створювали розвиток сюжету. Ця модель зараз зберігається в Луврі.
«Воскресіння Лазаря» неофіційно створено до жовтня 1518 року. До цього часу Рафаель ледве розпочав свій вівтар. Коли роботу Себастьяно дель Піомбо офіційно проінспектував Лев X у Ватикані, у неділю 11 грудня 1519 року (у третю неділю Адвенту), «Преображення Господнє» було ще незавершене.
Рафаель був знайомий з остаточною формою «Воскресіння Лазаря» ще восени 1518 року, і є значні докази того, що він гарячково працював, щоб не відстати у «змаганні», додавши другу тему та дев'ятнадцять фігур. Збережена модель проєкту, яка зараз перебуває в Луврі (майстерна копія втраченого малюнка помічника Рафаеля — Джанфранческо Пенні), показує драматичність змін в задуманій роботі.

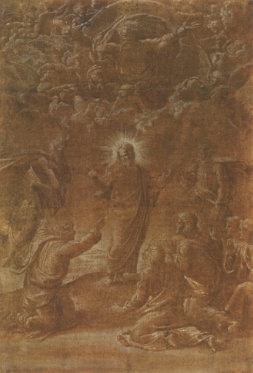
Модель Преображення Христового, перо та коричневе чорнило з білими відблисками на папері, заґрунтованому темно-коричневим шаром, розміром 40х27 см, бл. 1516 рік, Альбертіна

Дослідження фінального Преображення виявило понад шістнадцять незавершених областей і пентиментів (переробок). Теорія стверджує, що твори блаженного Амадео Менеса да Сілви були ключем до зроблених Рафаелем змін. Амадео був впливовим монахом, цілителем і провидцем, а також сповідником Папи Римського. У 1502 році, після його смерті, багато його творів і проповідей були укладені в «Новий апокаліпсис». Цей трактат був добре відомий Папі Леву X. Гійом Брісонне, попередник кардинала Джуліо Медічі на посаді єпископа Нарбонни, і двоє його синів також користувалися цим трактом як духовним керівництвом. Кардинал Джуліо знав «Апокаліпсис Нова» і міг вплинути на остаточну композицію картини. У трактаті Амадео послідовно описуються епізоди Преображення і зцілення одержимого хлопчика. Преображення є прообразом Страшного суду та остаточної поразки Диявола. Інша інтерпретація полягає в тому, що хлопчика-епілептика вилікували, таким чином пов'язуючи божественність Христа з його цілющою силою.
Коли Рафаель помер 6 квітня 1520 року, «Преображення» кілька днів пролежало на його катафалку в будинку художника в Борго. Через тиждень після його смерті обидві картини («Преображення» та «Воскресіння Лазаря») були разом виставлені у Ватикані.
Хоча є деякі припущення, що учень Рафаеля Джуліо Романо та його помічник Джанфранческо Пенні намалювали деякі фонові фігури в нижній правій частині картини, немає доказів того, що хтось, окрім Рафаеля, закінчував картину. Чистка картини з 1972 по 1976 рік показала, що асистенти закінчили лише деякі фігури внизу зліва, а решту картини написав сам Рафаель.
Після того, як кардинал Джуліо Медічі отримав картину, він замість того, аби відправити її до храму, для якого вона була замовлена, зберіг її у себе. У 1523 році він встановив її на головний вівтар у церкві блаженного Амадео в Сан П'єтро ін Монторіо (Рим), у рамі роботи Джованні Баріле (якої більше не існує). Джуліо наказав Пенні взяти копію «Преображення Господнього» з собою в Неаполь. Остаточний варіант картини, з незначними відмінностями від оригіналу, зберігається в музеї Прадо в Мадриді. Мозаїчна копія картини була завершена Стефано Поцці в базиліці Святого Петра у Ватикані в 1774 році.
17 червня 1794 року Комітет народної освіти Наполеона запропонував експертному комітету супроводжувати армії, для того аби вивозити важливі твори мистецтва і науки до Парижа. Лувр, який був відкритий для публіки у 1793 році, був основним місцем для збереження мистецтва. У 1797 році, під час італійської кампанії Наполеона Бонапарта, картина була доставлена до Парижа французькими військами і встановлена у Луврі. 19 лютого 1799 року Наполеон уклав Толентінський договір з Папою Пієм VI, за яким оформлено конфіскацію 100 художніх скарбів Ватикану.

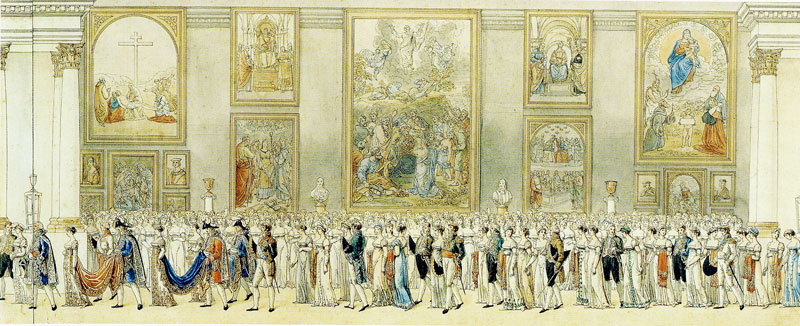
Весільна процесія Наполеона і Марії-Луїзи Австрійської 1810 року (деталь)

Серед найбільш бажаних скарбів, за якими полювали агенти Наполеона, були роботи Рафаеля. Жан-Батист Вікар, член мистецької комісії Наполеона, був колекціонером малюнків Рафаеля. Барон Антуан-Жан Гро, інший член комісії, перебував під впливом творчості майстра. Для таких художників, як Жак-Луї Давід і його учнів Жироде та Енгра, Рафаель представляв втілення французьких художніх ідеалів. Отже, комітет Наполеона захопив усі доступні роботи Рафаеля. Для Наполеона Рафаель був просто найбільшим з італійських художників, а «Преображення Господнє» — його найбільшим твором. Картина разом з «Аполлоном Бельведерським», «Лаокооном», «Капітолійським Брутом» та багатьма іншими була урочисто ввезена до Парижа 27 липня 1798 року, у четверту річницю падіння Робесп'єра.
У листопаді 1798 року «Преображення Господнє» виставили у «Великому салоні» Лувра. Станом на 4 липня 1801 року картина стала центральним елементом великої виставки Рафаеля в цій галереї. На ній було понад 20 картин художника. У 1810 році відомий малюнок Бенджаміна Зікса зафіксував весільну процесію Наполеона і Марії Луїзи через Велику галерею, де на задньому плані зображено «Преображення Господнє».

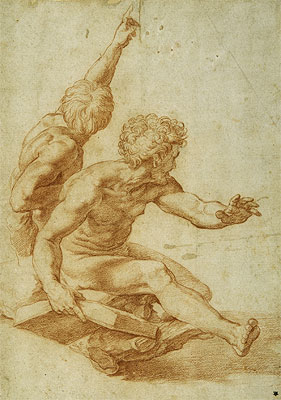
Євангеліст Матвій та інший апостол, червона крейда по стилусу, 328 x 232 мм

Присутність картини в Луврі дала англійським художникам, таким як Джозефу Фарінгтону (1 і 6 вересня 1802 року):1820–32 і Джозефу Меллорду Вільяму Тернеру (у вересні 1802 року) можливість вивчити його. Першу зі своїх лекцій, як професор перспективи в Королівській академії, Тернер присвятив цій картині. Фарінгтон повідомляє, що картину відвідували й інші живописці: швейцарський художник Генрі Фюзелі, для якого вона була другою за значущістю в Луврі після картини Тиціана «Смерть святого Петра Мученика» (1530), та англійський художник Джон Хопнер.:1847 Англо-американський художник Бенджамін Вест сказав про «Преображення»: «думка віків підтвердила, що вона все ще займає перше місце».:1852
Після падіння Наполеона Бонапарта у 1815 році посланцям Папи Пія VII, Антоніо Канова та Маріно Маріні вдалося повернути «Преображення Господнє» (разом із 66 іншими картинами) як частину Паризького договору. За домовленістю з Віденським конгресом роботи мали бути виставлені для публіки. Оригінальна галерея була облаштована в Апартаментах Борджіа в Апостольському палаці. Після кількох переїздів у Ватикані картина зараз перебуває у Ватиканській Пінакотеці.

## Відгуки

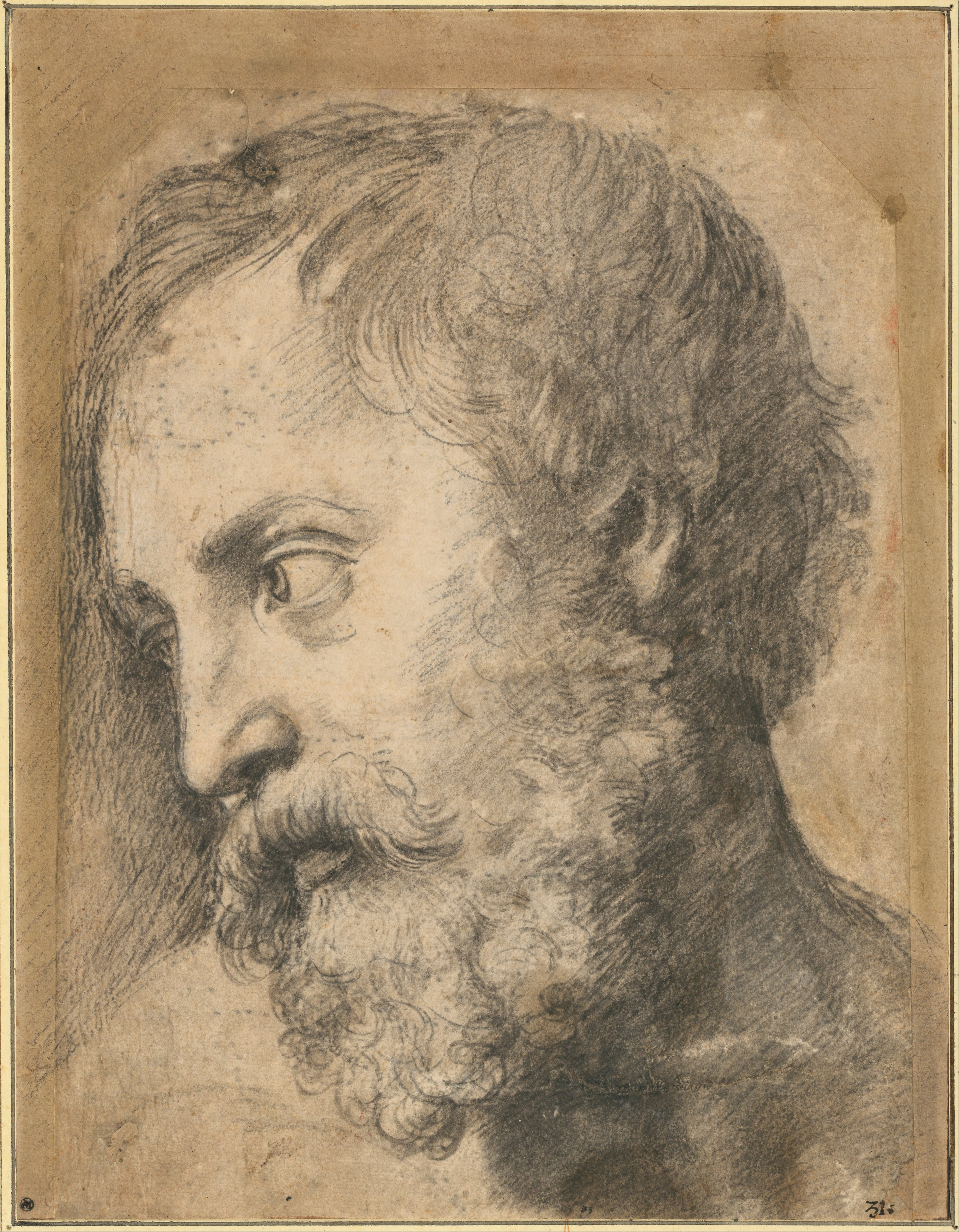
Етюд з головою апостола, чорна крейда по пунктиру, бл. 1519 рік

Відгуки на картину добре задокументовані. Між 1525 і 1935 роками можна визначити щонайменше 229 письмових джерел, які описують, аналізують, вихваляють або критикують «Преображення Господнє».
Перші описи картини після смерті Рафаеля в 1520 році вже називали «Преображення Господнє» шедевром, але цей статус зберігався до кінця 16 століття. Іспанський гуманіст Пабло де Сеспедес у своїх записах про подорож до Риму вперше назвав її найвідомішою олійною картиною у світі. Картина зберігала цей авторитет більше 300 років. Це визнавали і повторювали багато авторів, наприклад, мистецтвознавець Франсуа Рагене, який аналізував композицію Рафаеля у 1701 році. На його думку, її контурний малюнок, ефект світла, кольори та розташування фігур зробили «Преображення Господнє» найдосконалішою картиною у світі.

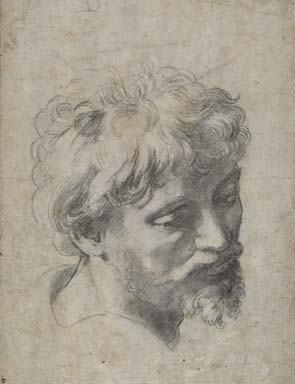
Допоміжний картон для апостола крайнього лівого

Джонатан Річардсон-старший і молодший наважилися на критику високого статусу «Преображення», піддавши сумніву те, чи дійсно ця картина може бути найвідомішою картиною у світі. Вони критикували композицію, за те, що вона поділена на верхню і нижню половини, які не відповідають одна одній. Крім того, нижня половина привертає занадто багато уваги у порівнянні з верхньою, тоді як повну увагу глядача слід було б приділити лише постаті Христа. Ця критика не зменшила слави картини, але викликала зустрічну критику з боку інших знавців і вчених. У німецькомовному світі переважала оцінка Йоганна Вольфганга фон Гете. Верхню і нижню половини він трактував як доповнюючи частини. Цю оцінку цитували багато авторів і вчених XIX століття. Таким чином, авторитет Гете допоміг зберегти славу «Преображення».
Протягом короткого періоду часу, що картина провела в Парижі, вона стала дуже привабливою для відвідувачів, так само, як і після повернення її до Риму та розміщення в музеях Ватикану. Марк Твен був одним із багатьох відвідувачів картини, про що він написав у 1869 році: «Преображення Господнє я пам'ятатиму частково тому, що його помістили майже окремо від інших. Частково тому, що всі визнають, що це найперша картина олією у світі, а частково тому що вона є надзвичайно красивою».
На початку XX століття слава картини стрімко згасла, і скоро «Преображення Господнє» втратило звання найвідомішої картини у світі. Нове покоління художників більше не сприймало Рафаеля як мистецький авторитет. Копії та репродукції більше не користувалися великим попитом. Хоча складність композиції була аргументом для тих, хто хвалив картину до кінця XIX століття, тепер глядачі не сприймали її так, як раніше. Здавалося, що картина була надто тісною, фігури — занадто драматичними, а весь декор — занадто штучним. І навпаки, інші картини, так як «Мона Лізу» Леонардо да Вінчі, було набагато легше впізнати, і вони не постраждали від падіння статусу творчості Рафаеля, як художнього еталону. Таким чином, «Преображення Господнє» є хорошим прикладом мінливості слави твору мистецтва, яка може не згасати століттями і занепасти за короткий період.

## Репродукції
Слава картини також заснована на її відтвореннях. Хоча оригіналом можна було помилуватися лише в одному місці — у Римі та протягом короткого періоду в Парижі, велика кількість репродукцій забезпечила присутність композиції майже в кожній важливій мистецькій колекції Європи. Таким чином, картину могли вивчати й оглядати багато колекціонерів, знавців, художників та істориків мистецтва.
Включно з мозаїкою в соборі Святого Петра у Ватикані, між 1523 і 1913 роками виготовлено щонайменше 68 копій. Якісні копії картини мали попит в ранній період Нового часу. Молоді художники могли заробити гроші для подорожі по Італії, продаючи копії «Преображення Господнього». Одну з найкращих намальованих копій коли-небудь зробив Грегор Уркхарт у 1827 році . Щонайменше 52 гравюри та офорти створено з картини до кінця XIX століття, включаючи ілюстрації до книг. «Національний інститут графіки» у Римі володіє дванадцятьма такими репродукціями. Простежено щонайменше 32 офорти та гравюри, на яких зображені деталі картини. Іноді, їх використовували як частини нових композицій. Серед цих зображень деталей є один набір відбитків голів, рук і ніг, вигравіруваних Г. Фоло за Вінченцо Камуччіні (1806), і інший набір голів, виготовлених штамповим гравіюванням Дж. Годбі за малюнками І. Губо (1818 і 1830). Першу вигравіювану репродукцію «Преображення Господнього» також називають першим репродуктивним відбитком картини. Вона була виготовлена анонімним гравером у 1538 році і іноді ототожнюється з манерою Агостіно Венеціано.

## Іконопис

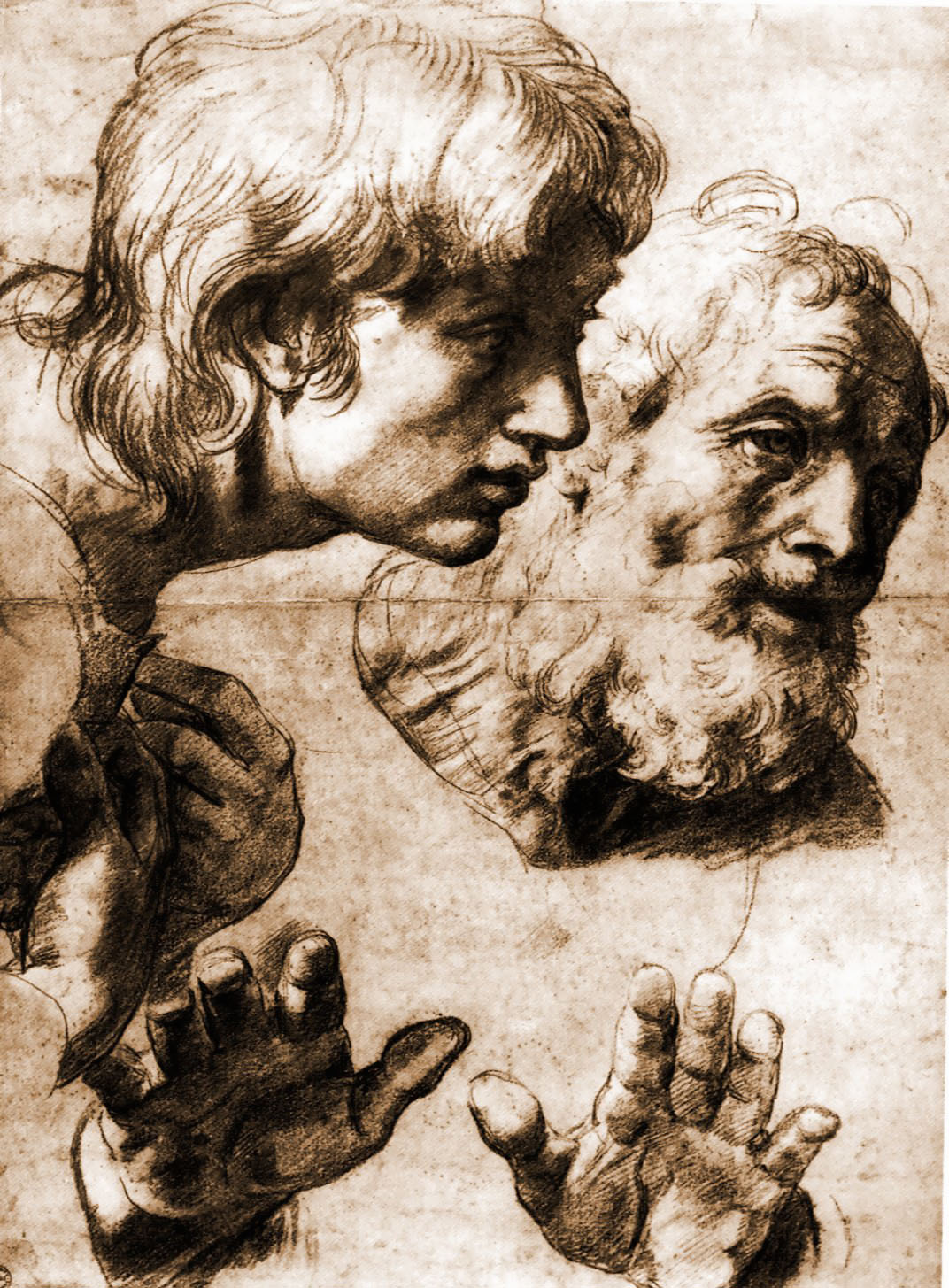
Св. Філіп і Св. Андрій, допоміжний картон чорною крейдою та білим, що посилюється по пунктирам, 499×364 мм, в музеї Ашмола, Оксфорд

Картина Рафаеля зображує дві послідовні, але різні, біблійні розповіді з Євангелія від Матвія, також пов'язаного з Євангелією від Марка. У першій, саме Преображення Христа, Мойсей та Ілля постають перед переображеним Христом. Разом з ними зображені Петро, Яков та Іоан, які дивляться на те, що відбувається (Матвія 17:1–9; Марка 9:2–13). У другій апостоли не можуть вилікувати хлопчика від демонів і чекають повернення Христа (Матвія 17:14–21; Марка 9:14).
У верхній частині картини зображено саме Преображення Господнє (за традицією на горі Фавор), з преображеним Христом, що пливе перед освітленими хмарами, між пророками Мойсеєм (праворуч) та Іллею (ліворуч), з яким він розмовляє (Матвія 17:3). Дві фігури, що стоять на колінах ліворуч, зазвичай ідентифікуються як Іуст і Пастор, яких вшановують 6 серпня разом зі святом Преображення Господнього. Ці святі були покровителями архієпископства Медічі та собору, для якого призначалася картина. Припускали також, що фігури представляють святих мучеників Феліцисіма та Святого Агапіта, які згадуються в місалі під час свята Преображення Господнього.
Верхня частина картини також включає зліва направо Якова, Петра та Іоана, які традиційно трактуються як символи віри, надії та любові. Звідси символічні кольори синьо-жовтого, зеленого та червоного у їхніх шатах.
У нижній частині Рафаель зображує апостолів, які намагаються звільнити хлопчика від одержимості демонами. Вони не можуть вилікувати хвору дитину до прибуття нещодавно переображеного Христа, який творить диво. Юнак більше не лежить ниць від нападу, а стоїть на ногах, і його рот відкритий, що свідчить про те, що демонічний дух його залишив. Останній твір Рафаеля (що на івриті רָפָאֵל [Рафа'ель] означає «Бог зцілив») перед смертю, об'єднує обидві сцени, як остаточне свідчення цілющої сили переображеного Христа. За Гете: «Двоє — це одне: нижче страждання, потреба, вище, дієва сила, допомога. Кожен впливає на одного, обидва взаємодіють один з одним».
Чоловік унизу ліворуч — апостол-євангеліст Матвій (дехто вважає, що апостол Андрій), зображений на рівні очей і вступає в контакт з глядачем. Функції фігури, подібної до тої, що розміщені внизу ліворуч, найкраще описав Леон Баттіста Альберті майже століттям раніше, у 1435 році.
Мені подобається, щоб в «історії» був хтось, хто розповідає глядачам, що відбувається. Він або манить їх поглянути, або лютим виразом обличчя і забороняючим поглядом закликає їх не підходити, ніби бажає, щоб вони діяли непомітно, або звертає увагу на якусь небезпеку чи визначну річ на картині, або своїми жестами запрошує вас сміятися чи плакати разом з ними.— Леон Баттіста Альберті, Про живопис (1435 рік)

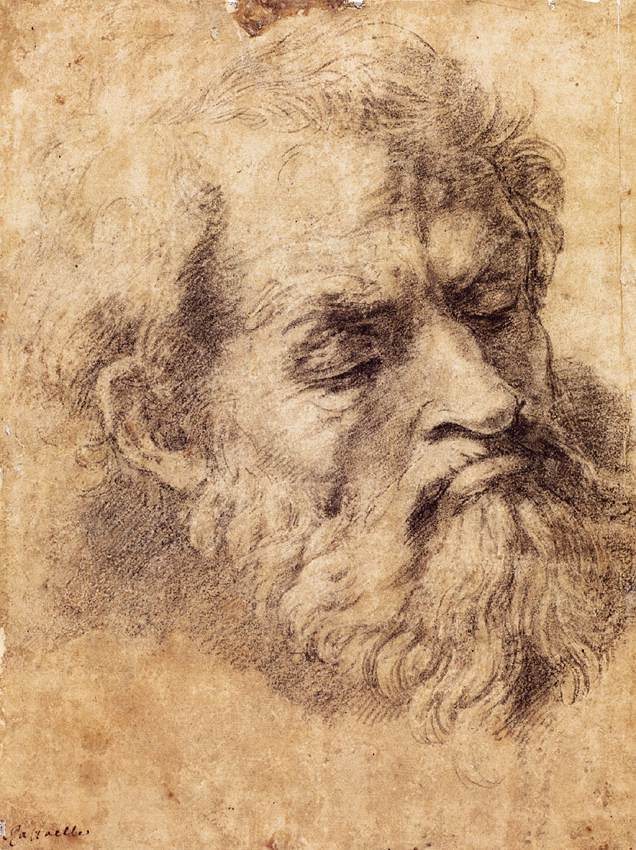
Етюд з головою апостола, чорна крейда по пунктирам, близько 1519 року

Матвій жестом вказує глядачеві почекати. Його погляд зосереджений на жінці, яка стоїть на колінах на нижньому передньому плані. Вона нібито є частиною групи родичів, але при більш детальному розгляді відокремлена від усіх. Вона являє собою дзеркальне відображення фігури з «Вигнання Геліодора з храму» Рафаеля (1512). Джорджіо Вазарі, біограф Рафаеля, описує жінку як «головну фігуру на цьому панно». Вона стає на коліна в контрапості, утворюючи композиційний міст між "родинною групою" праворуч і дев’ятьма апостолами зліва. Рафаель також зображує її в більш прохолодних тонах і одягає в освітлений сонцем рожевий колір, а інші учасники, крім Матвія, не звертають уваги на її присутність. Жіночій контрапост більш конкретно називається figura serpentinata або "Поза змії", в якій плечі і стегна рухаються протилежно. Одним з найперших прикладів такого зображення є «Леда» Леонардо да Вінчі (бл. 1504 року), з якої Рафаель зробив копію, перебуваючи у Флоренції.
У центрі картини чотири апостоли різного віку. Здається, що білявий юнак нагадує апостола Пилипа з «Таємної вечері». Сидячий старший чоловік — апостол Андрій. Сімон — старший за Андрія чоловік. Юда Фадей дивиться на Симона й показує на "одержимого" хлопчика.
Апостол з краю ліворуч часто вважається Юдою Іскаріотом. Він був предметом одного з шести збережених, так званих, допоміжних картонів, вперше описаних Оскаром Фішелем у 1937 році.

## Аналіз та інтерпретація

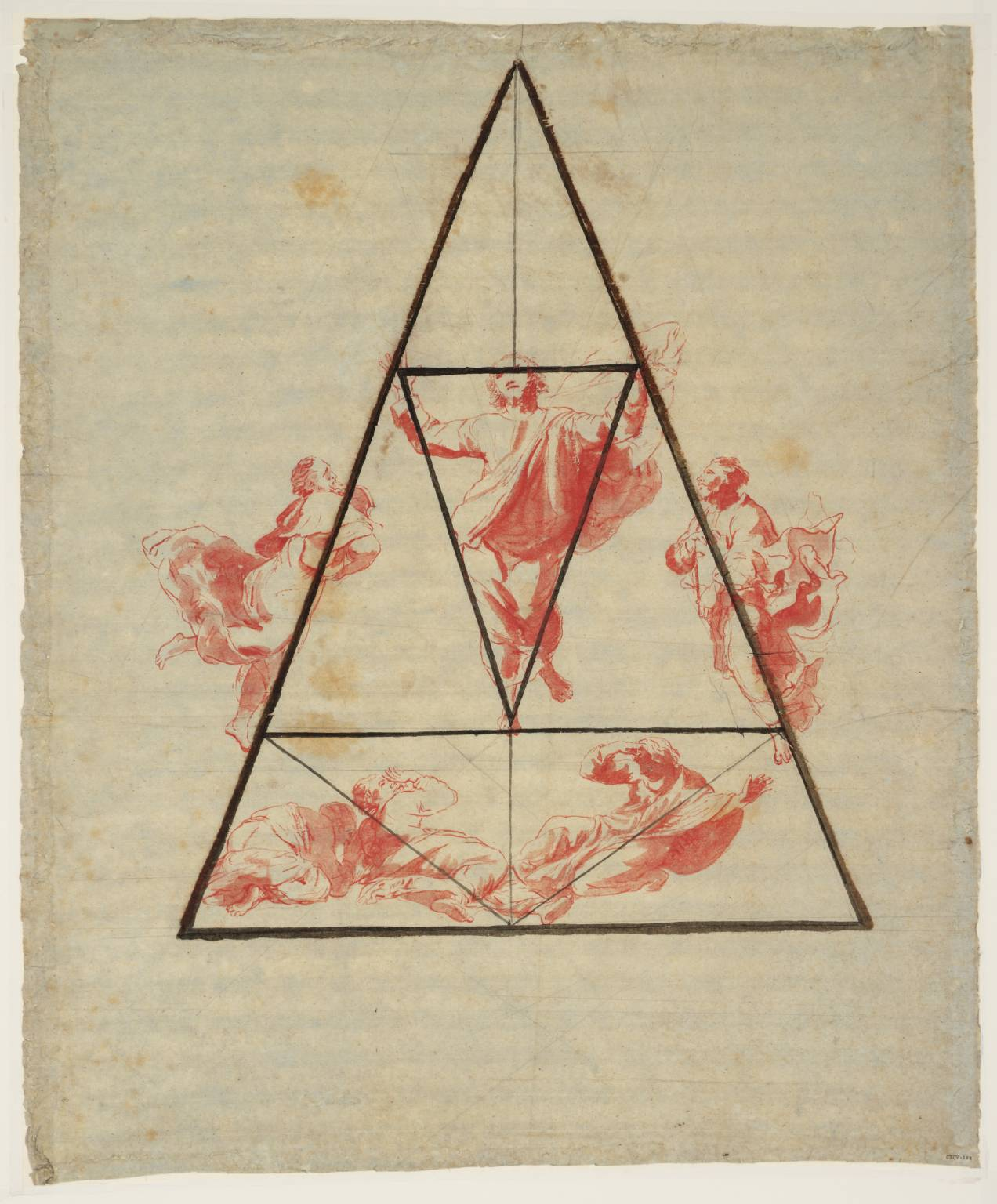
Схема композиції, c. 1810, Вільям Тернер

Іконографія картини була інтерпретована як посилання до звільнення міста Нарбонна від неодноразових нападів сарацинів. Папа Калікст III проголосив 6 серпня святковим днем з нагоди перемоги християн у 1456 році.
Філософ доби Просвітництва Шарль Монтеск'є зазначав, що зцілення одержимого хлопчика на першому плані переважає над фігурою Христа. Сучасні критики підтримують критику Монтеск'є, запропонувавши перейменувати картину на «Зцілення одержимого хлопчика».
Вільям Тернер бачив «Преображення Господнє» у Луврі в 1802 році. В кінці своєї першої лекції, прочитаної 7 січня 1811 року, в якості професор перспективи у Королівській академії, Тернер продемонстрував, як верхня частина композиції складається з трикутників, що перетинаються, утворюючи піраміду з Христом угорі.
У публікації 1870 року німецький історик мистецтва Кар Юсті зауважує, що на картині зображено два наступні епізоди біблійної розповіді про Христа: після Преображення Ісус зустрічає чоловіка, який благає милосердя для свого сина, одержимого дияволом.
Рафаель грає на традиції, прирівнюючи епілепсію до «водного місяця» (luna, звідки лунатик). Цей причинно-наслідковий зв'язок відтворюється водянистим відображенням місяця в лівому нижньому куті картини. Хлопчик буквально вражений місяцем. За часів Рафаеля епілепсію часто прирівнювали до місяця (morbus lunaticus), одержимості демонами (morbus daemonicus), а також, як це не парадоксально, до святості (morbus sacer). У XVI столітті нерідкими були випадки, коли хворих на епілепсію спалювали на вогнищі, настільки великий страх викликав цей людський стан. Зв'язок між фазою Місяця та епілепсією був науково розірваний лише в 1854 році Жаком-Жозефом Моро де Туром.
Преображення Рафаеля можна вважати прообразом обох маньєризмів, про що свідчать стилізовані, викривлені пози фігур у нижній частині картини, а також елементи барокового живопису, про що свідчить драматична напруженість, пронизана цими фігурами, і сильне використання світлотіні.
Рафаель, імовірно, розглядав Преображення як свій тріумф. Художник використовує виокремлення Ісуса, який головує над людьми, щоб задовільнити своїх замовників у Римо-Католицькій Церкві. Печеру Рафаель використовує, щоб символізувати стиль Відродження, що легко помітити на відокремленому вказівному пальці, як посилання на Сікстинську капелу Мікеланджело. Крім того, він тонко включає пейзаж на задньому плані, але використовує темніші кольори, щоб показати свою зневагу до цього стилю. Але в центрі уваги глядача залишає дитину, яку зображено в стилі бароко, та його батько-охоронеця. Загалом, Рафаель успішно задовільнив своїх замовників, віддавши данину своїм попередникам і започаткувавши подальшу перевагу живопису бароко.
На найпростішому рівні картину можна інтерпретувати як зображення дихотомії: викупна сила Христа, що символізується чистотою та симетрією верхньої половини картини контрастує з вадами людини, що символізують темні хаотичні сцени в нижній половині картини.
Філософ Ніцше трактував картину у своїй книзі «Народження трагедії», як образ взаємозалежності аполлонівського та діонісійського начал.
Художник і біограф XVI століття Джорджіо Вазарі у своєму «Житті найвидатніших художників, скульпторів і архітекторів» зазначив, що «Преображення Господнє» є «найкрасивішим і найбожественнішим» твором Рафаеля.

## У масовій культурі
Фрагменти «Преображення» з'являються на обкладинці альбому «Renaissance: Desire», зведеного Дейвом Сіменом у 2001 році та виданого Ultra Records.